# Nadleśnictwo Prószków
Nadleśnictwo Prószków – jednostka organizacyjna Lasów Państwowych podległa Regionalnej Dyrekcji Lasów Państwowych w Katowicach. Siedzibą nadleśnictwa jest miejscowość Prószków.

## Warunki geograficzno-przyrodnicze
Lasy Nadleśnictwa Prószków położone są w centralnej części województwa opolskiego. Terytorialnie nadleśnictwo zajmuje obszar 595 km², w zasięgu czterech powiatów: 
- opolskiego (gminy: Prószków, Komprachcice, Tułowice),
- krapkowickiego (gminy: Krapkowice, Strzeleczki, Walce),
- prudnickiego (gminy: Głogówek, Biała)
- nyskiego (gmina: Korfantów).

Lasy Nadleśnictwa podzielone są na 3 obręby leśne i 12 leśnictw: 
- Obręb Prószków (Leśnictwa: Dębowiec, Ochodze, Wybłyszczów i Przysiecz),
- Obręb Chrzelice (Leśnictwa: Rzymkowice, Jeleni Dwór, Chrzelice, Smolarnia)
- Obręb Dobra (Leśnictwa: Rogów, Kopalina, Strzeleczki, Pietnia).

Powierzchnia gruntów leśnych wynosi 17.788,82 ha, natomiast lesistość 28%. Największą powierzchnię spośród siedlisk leśnych zajmują lasy – 78,3%, następnie bory – 21,8% oraz olsy - 0,6%. W strukturze gatunkowej przeważają drzewostany sosnowe, które na terenie Nadleśnictwa Prószków stanowią wysoki odsetek powierzchni wynoszący 82,2%, natomiast spośród gatunków liściastych przeważa dąb, zajmujący 8,2% obszaru nadleśnictwa. Największy udział w strukturze wiekowej stanowią drzewostany III i V klasy wieku, stanowiące odpowiednio 25,0% i 17,2% powierzchni oraz 28,1% i 23,8% miąższości, natomiast drzewostany VI klasy wieku (101-120 lat) i starsze, zajmują powierzchnię 13,5%, co daje 17,7% miąższości zasobów drzewnych. 
Przewidywana średnioroczna wielkość odnowień i zalesień dla Nadleśnictwa Prószków wynosi 173 ha, natomiast pozyskanie drewna na poziomie 79 tys. m³. 

## Ochrona przyrody
W obrębie działalności nadleśnictwa występuje 5 zbiorników wodnych o łącznej powierzchni 8,5 ha oraz obszary objęte ochroną prawną: Rezerwaty Przyrody: Blok, Jeleni Dwór, Jaśkowice i Przysiecz, Obszar Chronionego Krajobrazu Borów Niemodlińskich i użytek ekologiczny Suchy Ług.